# グランデージゴルフ倶楽部
グランデージゴルフ倶楽部（Grandage Golf Club）は、 奈良県吉野郡吉野町に広がるゴルフ場である。

## 概要
グランデージゴルフ倶楽部は、経営母体である「大阪金剛製砥株式会社」が新たなゴルフ場建設に向け、関連会社である「スポーツネットワーク・ジャパン株式会社」により、1992年（平成4年）10月1日、27ホール規模のゴルフ場が開場した。
その後、2004年（平成16年）1月16日、「大阪金剛製砥株式会社」と「スポーツネットワーク・ジャパン株式会社」の2社が、民事再生法を申請。2005年（平成17年）5月、スポーツネットワーク・ジャパンより「グランデージ株式会社」に営業譲渡され、「株式会社Ｇエンタープライズ」によって運営されている。
ゴルフ場の設計は服部彰が行い、工事は株式会社竹中工務店が行った。コースは、アメリカンタイプの丘陵コースで、地形は全体的にフラットだが、多くのバンカーマウンド、大きな池など難易度を上げている。また、日本のプロゴルフメジャー大会の1つ、日本プロゴルフ協会主催競技でもあり、日本選手権大会に相当する、日本プロゴルフ選手権大会などの大会開催の実績がある。

## 所在地
〒639-3323 奈良県吉野郡吉野町色生810-1番地 

## コース情報
- 開場日 - 1992年10月1日
- 設計者 - 服部彰
- 面積 - 1,900,000m2（約57.4万坪）
- コースタイプ - 丘陵コース
- コース - 27ホールズ、パー108、10,513ヤード、コースレート E・Nコース73.9、N・Wコース74.8、W・Eコース74.1
- グリーン - 1グリーン、ベント（ペンクロス）
- プレースタイル - 乗用カート（5人乗り）、リモコン式、キャディ・セルフ選択可
- 練習場 - 22打席 250ヤード
- 休場日 - 年中無休、1月1日休場[3][4]

## クラブ情報
- ハウス面積 - 5,900m2（1,784坪）
- ハウス設計 - 株式会社喜多隼紀建築事務所
- ハウス施工 - 株式会社竹中工務店[3][4]

## ギャラリー
- コース - 「グランデージゴルフ倶楽部」、コース紹介
- ハウス - 「グランデージゴルフ倶楽部」、施設案内

## 交通アクセス
- 鉄道 - 近鉄吉野線 - 大和上市駅よりタクシー利用 約15分
- 道路 - 南阪奈道路 - 葛城ICより 30km 約50分[5]

## メジャー選手権
- 1998年（平成10年） - 第66回 日本プロゴルフ選手権大会[6]
- 2010年（平成22年） - 第43回 日本女子プロゴルフ選手権大会[7]